# Wissekerke
Ne doit pas être confondu avec Wissenkerke ou Château de Wissekerke.
Wissekerke est un hameau néerlandais de la commune de Goes, situé sur l'ancienne île de Zuid-Beveland, près de 's-Heer Hendrikskinderen.
Ancienne commune indépendante, la commune de Wissekerke a été supprimée le 1er janvier 1816. Elle est alors rattachée à la commune de 's-Heer Hendrikskinderen.